# Stayin’ Alive
Stayin’ Alive – piosenka w wykonaniu zespołu Bee Gees, pochodząca z filmu Gorączka sobotniej nocy. Autorami jej są bracia Barry, Robin i Maurice Gibb. Przy tworzeniu tej piosenki uczestniczył także Albhy Galuten, producent zespołu Bee Gees, oraz Karl Richardson. Singiel z utworem ukazał się 13 grudnia 1977 roku. Piosenka otwiera album ze ścieżką dźwiękową do filmu. Do dzisiaj jest jednym z najlepiej rozpoznawalnych utworów muzyki dyskotekowej.

## Popularność
- 4 marca 1978 roku „Stayin' Alive” zajęła pierwsze miejsca na liście Hot 100 amerykańskiego czasopisma Billboard, pozostając tam przez cztery tygodnie[6].
- Utwór znalazł się na pozycji 93. „100. najlepszych piosenek muzyki pop”, skompilowanej przez magazyn Rolling Stone[7].
- „Stayin' Alive” zdobył w 1979 roku Nagrodę Grammy dla „najlepszej wokalnej aranżacji na dwa lub więcej głosów”[8].
- Piosenka została sklasyfikowana przez amerykański periodyk Rolling Stone na 191. miejscu listy 500. utworów wszech czasów[9].

## Wersje innych wykonawców
- 1980 – Zespół Aura nagrał polską wersję zatytułowaną „Z nami się baw” (słowa: Bogdan Olewicz)
- 1991 – Dweezil Zappa (album Confessions)[10]
- 1991 – Madchesterski zespół Happy Mondays nagrał dwie wersje utworu, które trafiły na singiel „Judge Fudge”[11]
- 1995 – wersja Oi! nagrana przez noisecorowy zespół Anal Cunt (Top 40 Hits)[12]
- 1995 – N-Trance nagrał rapowaną wersję na singlu wraz z utworem „Set You Free”
- 1999 – Ten Masked Men nagrał deathmetalowy cover piosenki[13].
- 2005 – Ozzy Osbourne (Prince of Darkness)[14]
- 2013 - Electro Deluxe nagrał nu-jazzową wersję studyjną
- 2016 - Say Lou Lou. Utwór wydany jedynie na singlu.

## Nawiązania do utworu

### Film
- 1980 – Czy leci z nami pilot?[15]
- 1992 – Kochanie, zwiększyłem dzieciaka[16]
- 1994 – Naga broń 33⅓: Ostateczna zniewaga[17]
- 1995 – Goofy na wakacjach[18]
- 1995 – Przygoda w górach[19]
- 1998 – Odlotowy duet[20]
- 2005 – Madagaskar (film)[21]
- 2006 – Artur i Minimki[22]

### Telewizja
- Panna Piggy wraz ze swoim świńskim zespołem śpiewała tę piosenkę w programie The Muppet Show
- Homer Simpson kilkakrotnie śpiewa ten utwór w różnych odcinkach Rodzina Simpsonów.
- „Stayin' Alive” odtwarzane było także w ramach sitcomu Spin City.
- Tytuł utworu, w wolnym tłumaczeniu „pozostać żywym”, został wykorzystany w jednym z odcinków Happy Tree Friends, w którym jeden z bohaterów Disco-Bear doprowadza do niechcianej śmierci swoich słuchaczy. W filmiku tym nie użyto ścieżki dźwiękowej utworu, a jedynie tytuł.
- Motyw „Stayin' Alive” stanowi także tło muzyczne wielu reklam takich jak choćby samochodu Citroën C4, szamponu „Head & Shoulders”, odtwarzaczy samochodowych Kenwood, czy marketu budowlanego OBI.
- W spocie reklamowym marki Gillette w role braci Gibb wcielili się słynny amerykański golfista Tiger Woods, gwiazda baseballa Derek Jeter oraz szwajcarski tenisista Roger Federer. Reklama ta poza podkładem muzycznym także zainscenizowaną historyjką nawiązuje do początkowych scen filmu Gorączka sobotniej nocy.
- W serialu Sherlock „Stayin' Alive” jest dzwonkiem Jima Moriartiego.

## Utwór w akcjach społecznych
- Piosenkę wykorzystano w klipie kampanii społecznej British Heart Foundation dotyczącej udzielania pierwszej pomocy przez świadków zdarzenia, w której zachęcano i instruowano do podjęcia RKO bez konieczności wykonywania oddechów ratowniczych. Brytyjski aktor Vinnie Jones pokazuje na filmie m.in. jak należy prawidłowo wykonać masaż serca w tempie utworu Bee Gees (tempo utworu to około 103 uderzenia na minutę, zalecana w wytycznych ERC szybkość ucisków to 100-120/min.).